# 鹿島鳴秋
鹿島 鳴秋（かしま めいしゅう、1891年（明治24年）5月9日 - 1954年（昭和29年）6月7日）は、日本の詩人。東京都江東区白河出身。本名は佐太郎。

## 略歴
俳人であった内藤鳴雪の門人で鳴秋と号していた。小学校卒業後に商家で奉公し、その後、貿易会社に勤務し、20歳の頃に童話募集に応募し、入選した。清水かつらと共に雑誌（少年号・少女号）を刊行した。その中で『お山のお猿』『浜千鳥』などを発表した。のちに「日本の歌百選」に選定された『浜千鳥』は、1920年（大正8年）6月、鳴秋が友人であった桑山太市朗を訪問し、新潟の柏崎海岸から番神岬を散策した折に制作した。その後、出版社を起業したものの失敗に終わり、満州へ渡り彼の地で新聞社学芸部長となったが、敗戦後日本に引き揚げた。戦後は、学校音楽会の劇のための創作に励んだ。
『浜千鳥』は弘田龍太郎の作曲で唱歌となり、没後の1961年（昭和36年）には歌詞にゆかりのある柏崎市に歌碑が建立され、除幕式には鳴秋の未亡人が招かれた。歌碑は当初柏崎市の海岸公園（現・学校町6丁目「柏崎アクアパーク」駐車場）に設置されていたが、その後はみなとまち海浜公園内（柏崎市西港町12）に移設された。
また鳴秋が一時住んだ千葉県南房総市の和田町花園（旧・和田町）の和田浦海岸にも浜千鳥の歌碑がある。